# U-Bahnhof Reichenspergerplatz
Der U-Bahnhof Reichenspergerplatz ist eine Station der Linien 16 und 18 der Kölner Stadtbahn im Stadtteil Neustadt-Nord. Der von den Kölner Verkehrs-Betrieben intern als RPP bezeichnete U-Bahnhof liegt unter der Riehler Straße am Rande des namensgebenden Platzes und liegt von den benachbarten Stationen Ebertplatz, Zoo/Flora und Kinderkrankenhaus 400, 700 und 1000 Meter entfernt.
In Betrieb ging der U-Bahnhof am 25. August 1974 im Zuge der größten Inbetriebnahme von Neubaustrecken in Köln: Am gleichen Tag wurde der unterirdische Knotenpunkt am Ebertplatz, die Tunnelstrecke unter der Neusser Straße mit drei Stationen und die Hochbahnstrecke entlang des Gürtels in Betrieb genommen. Baulich gleicht die Station denen unter der Neusser Straße: Der Tunnelquerschnitt wird im Haltestellenbereich verdoppelt und dafür zwischen den Gleisen eine Reihe stützender Säulen eingezogen. Die Wände sind einfarbig gekachelt, im Falle des Reichenspergerplatzes in grün. Am südlichen Bahnsteigende befindet sich ein Aufgang zur Zwischenebene, ein weiterer Aufgang oder Aufzüge existieren nicht.
Nordöstlich schließt sich eine Tunnelstrecke an, die der Riehler Straße folgt und hinter der Zoobrücke an die Oberfläche gelangt. Von dieser Tunnelstrecke zweigt in nördlicher Richtung eine weitere Tunnelstrecke höhengleich ab, die zeitgleich mit dem Rest der Anlage gebaut wurde, aber erst 1992 mit der Strecke entlang der Amsterdamer Straße in Betrieb ging. Als Besonderheit befindet sich zwischen den beiden Tunnelstrecken eine unterirdische Wendeschleife, die im Uhrzeigersinn befahren wird. Sie wurde regulär von der Linie 5 benutzt, die bis zum Fahrplanwechsel im Dezember 2012 am Reichenspergerplatz endete, und wird nach Fertigstellung der Nord-Süd-Stadtbahn von der Linie 17 benutzt werden.
Seit der Umstellung der Linie 5 auf Stadtbahnwagen im Jahre 2002 wird der Reichenspergerplatz ausschließlich mit Hochflurfahrzeugen bedient. Der Bau von Hochbahnsteigen wäre daher möglich und verhältnismäßig einfach, wird jedoch nicht für sinnvoll erachtet, solange nicht durch die Nachrüstung von Aufzügen ein barrierefreier Zugang hergestellt wird. Da die Station mit täglich etwa 6800 Fahrgästen eher durchschnittlich frequentiert ist, ist ein Ausbau zwar vorgesehen, jedoch im unteren Teil der Prioritätenlisten zu finden.

## Linien
| Linie | Linienverlauf | Takt |
| ----- | --- | --- |
| 16    | Niehl – Amsterdamer Straße/Gürtel – U Reichenspergerplatz – U Ebertplatz – U Breslauer Platz/Hbf – U Dom/Hbf – U Appellhofplatz (Breite Straße) – U Neumarkt – Barbarossaplatz – Chlodwigplatz – Ubierring – Marienburg – Rodenkirchen – Sürth – Godorf – Wesseling Nord – Wesseling – Wesseling Süd – Urfeld – Widdig – Uedorf – Hersel – Tannenbusch Mitte – Tannenbusch Süd – Propsthof Nord – Bonn West – U Bonn Hbf – U Universität/Markt – U Juridicum – U Bundesrechnungshof/Auswärtiges Amt – U Museum Koenig – U Heussallee/Museumsmeile – Ollenhauerstraße – Olof-Palme-Allee – Max-Löbner-Straße/Friesdorf – Hochkreuz/Deutsches Museum Bonn – U Wurzerstraße – U Plittersdorfer Straße – U Bonn-Bad Godesberg Bf – U Bad Godesberg Stadthalle | 10 min |
| 18    | Thielenbruch – Dellbrück – Holweide – Buchheim – U Bf Mülheim – U Mülheim Wiener Platz – Zoo/Flora – U Reichenspergerplatz – U Ebertplatz – U Breslauer Platz/Hbf – U Dom/Hbf – U Appellhofplatz (Breite Straße) – U Neumarkt – Barbarossaplatz – Eifelwall – Klettenberg – Efferen – Hürth-Hermülheim – Fischenich – Brühl-Vochem – Brühl Mitte – Badorf – Schwadorf – Walberberg – Merten – Waldorf – Dersdorf – Bornheim – Roisdorf West – Alfter – Dransdorf – Bonn West – Bonn Hbf | 10 min (Thielenbruch–Buchheim) 5 min (Buchheim–Klettenberg) 10 min (Klettenberg–Schwadorf) 20 min (Schwadorf–Bonn) |